# Sture Berglund (född 1894)
Karl Sture Berglund, född 19 november 1894 i Stockholm, död 28 december 1924 i Stocksund, var en svensk konstnär.
Berglund studerade konst för Carl Wilhelmson i slutet av 1910-talet. Han vistades i Köpenhamn 1918-1920 och 1923. Separat ställde han ut i Åre 1921 och i Västerås 1922 och han medverkade i Novemberutställningen på Liljevalchs konsthall 1922. Hans konst består av fiskare, sjömän och landskapsmålningar från Stockholm eller Jämtland. Berglund är representerad med en oljemålning vid Nationalmuseum i Stockholm.